# Cheilodactylus variegatus
Cheilodactylus variegatus — вид окунеподібних риб родини Джакасові (Cheilodactylidae). Це морський, субтропічний, батипелагічний вид, що мешкає на сході Тихого океану біля берегів Перу та Чилі на глибині до 50 м. Тіло завдовжки до 43 см, вагою близько 1 кг.